# Ivan Francescato
Pour les articles homonymes, voir Francescato.
Pas d'image ? Cliquez ici

a Compétitions nationales et continentales officielles uniquement.

b Matchs officiels uniquement.
Ivan Francescato est un joueur de rugby à XV, né le 10 février 1967 à Trévise (Italie) et mort le 18 janvier 1999 à Trévise. Il joue au poste de centre, d'ailier ou de demi de mêlée. Il représente  l'équipe d'Italie entre 1990 et 1997.

## Biographie
Ivan Francescato commence son apprentissage athlétique et technique dans les écoles de rugby du club Ruggers Tarvisium, avant de rejoindre le Benetton Trévise.
Il honore sa première cape internationale avec l'équipe d'Italie le 7 octobre 1990 à Padoue, pour une victoire 29-21 contre la Roumanie. Il joue les trois matchs de la Coupe du monde 1991, puis les trois matchs lors de la participation à la Coupe du monde 1995. Polyvalent et talentueux, il est considéré comme l'un des joueurs italien les plus talentueux de sa génération.
Ivan Francescato meurt subitement à 31 ans dans la soirée de mardi 18 janvier 1999. Il aurait été victime d'une rupture d'anévrisme, selon le docteur de son équipe. 
Il était peut-être le joueur le plus talentueux d'une importante famille de joueurs de rugby. Trois de ses frères ont aussi joué pour l'équipe d'Italie alors que les deux autres ont aussi joué au plus haut niveau en club. 
Luigi, Rino et Bruno ont tous fait leur début chez les Azzurri dans les années 1970. Luigi a eu 42 capes, Rino 38 et Bruno sept, tandis que Luca,  et Manuel,  ont joué au rugby en série A.
Ivan a inscrit 16 essais pour l'Italie, dont un pour ses débuts contre la Roumanie en octobre 1990 et un autre comme demi de mêlée contre les États-Unis à la
Coupe du monde 1991.  Mais pour lui l'essai le plus important était l'essai inscrit contre la France pour une victoire historique 40-32 à Grenoble en 1997, la première de l'Italie contre ses voisins.

## Palmarès
- Vainqueur du Championnat d'Italie en 1989, 1992, 1997 et 1998 avec le Benetton Trévise.
- Vainqueur de la Coupe d'Italie en 1998 avec le Benetton Trévise.

## Statistiques internationales
- 38 sélections avec l'Italie
- 16 essais
- 77 points
- Sélections par année : 2 en 1990, 6 en 1991, 2 en 1992, 2 en 1993, 5 en 1994, 10 en 1995, 6 en 1996, 5 en 1997.
- Coupes du monde disputées : 1991 (3 matchs), 1995 (3 matchs).